# Arboretul de Chamaecyparis lawsoniana Sângeorgiu de Pădure
Arboretul de Chamaecyparis lawsoniana Sângeorgiu de Pădure este o arie protejată de interes național ce corespunde categoriei a IV-a IUCN (rezervație naturală de tip forestier), situată în Transilvania, pe teritoriul județului Mureș. 

## Localizare
Aria naturală se află în extremitatea sud-estică a județului Mureș (aproape de limita de graniță cu județul Harghita), pe teritoriul administrativ al comunei Fântânele (satul Roua), în partea central-estică a Depresiunii colinare a Transilvaniei, în bazinul hidrografic al râului Târnava  Mică.

## Descriere
Rezervația naturală a fost declarată arie protejată prin Legea Nr.5 din 6 martie 2000, publicată în Monitorul Oficial al României, Nr.152 din 12 aprilie 2000, privind aprobarea Planului de amenajare a teritoriului național - Secțiunea a III-a - zone protejate și are o suprafață de 5,80 hectare.
Aria protejată este inclusă în situl de importanță comunitară - Dealurile Târnavelor - Valea Nirajului și reprezintă o zonă de interes științific pentru arborele „Chiparosul de California” (Chameaecyparis lawsoniana) cu o vârstă de peste 75 de ani, care vegetează în etajul făgetelor alături de fag (Fagus sylvatica) și carpen (Carpinus betulus).

## Monumente și atracții turistice
În vecinătatea rezervației naturale se află câteva obiective de interes istoric, cultural și turistic; astfel:

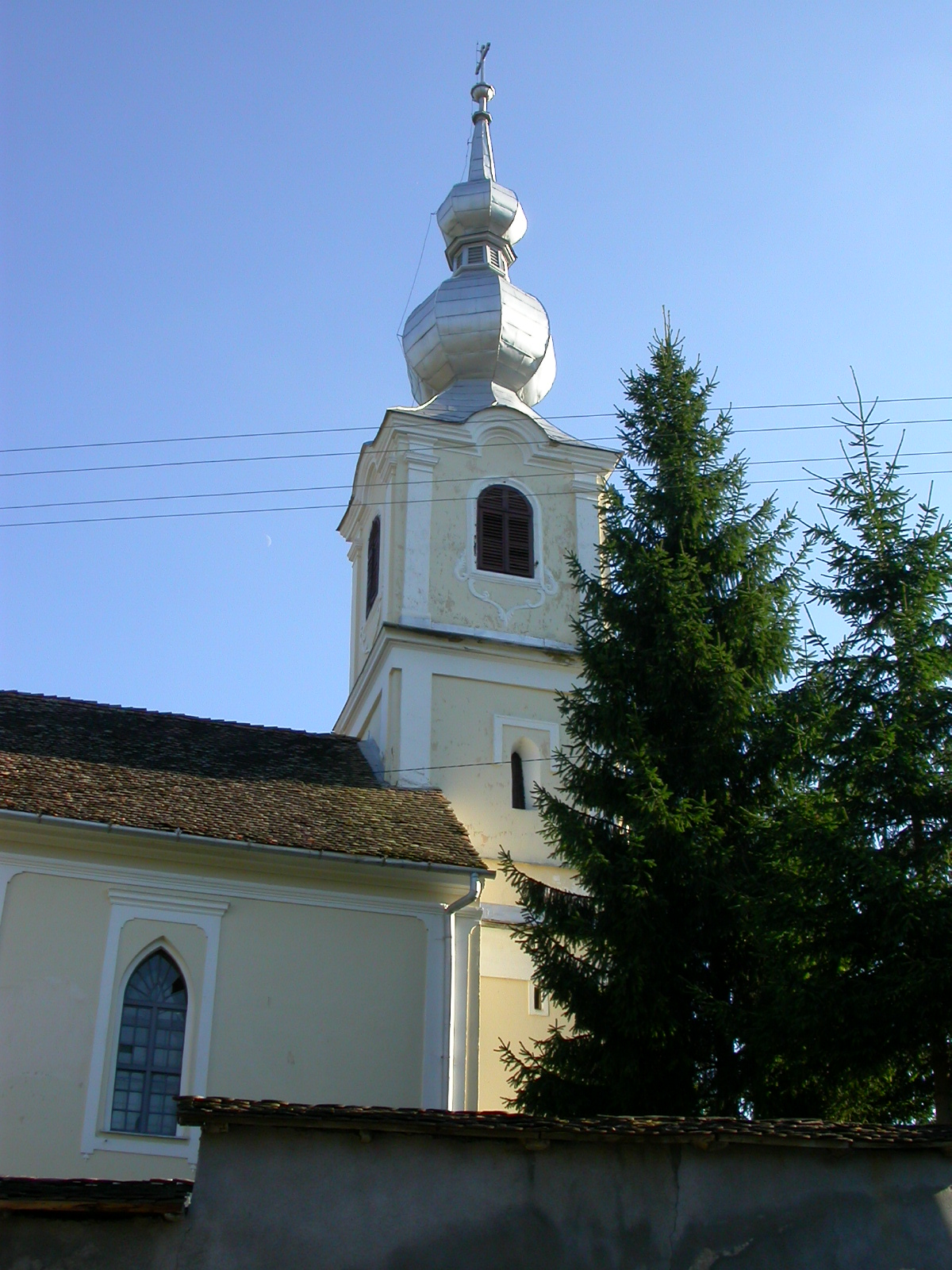
Biserica romano-catolică din Bordoșiu

- Biserica unitariană din Roua, construcție secolul al XVIII-lea, monument istoric (cod LMI MS-II-m-A-15779).
- Biserica Refomată din Fântânele, construcție 1781, monument istoric (cod LMI MS-II-m-A-15670).
- Biserica romano-catolică și turnul-clopotniță din Bordoșiu, construcție secolul al XV-lea, monument istoric (cod LMI MS-II-m-A-15613).
- Biserica reformată, cu turnul-clopotniță din Sângeorgiu de Pădure, construcție secolul al XIV-lea, monument istoric (cod LMI MS-II-m-A-15791).
- Castelul Rhedei din Sângeorgiu de Pădure, construcție secolul al XVIII-lea, monument istoric (cod LMI MS-II-m-A-15792).
- Casa parohială a bisericii romano-catolice din Bordoșiu, construcție 1812, monument istoric (cod LMI MS-II-m-B-15612).
- Așezarea daco-romană de la Loțu (sec. III - IV p. Chr.).
- Situl arheologic "Fâneața Mare" de la Bezid (așezări datate din sec. VI-VII; Latène, Cultura geto - dacică).